# ザイール国立大学
ザイール国立大学（フランス語: Université nationale du Zaïre、略称: UNAZA）は、かつてザイール（現・コンゴ民主共和国）にあった大学。1971年8月6日、法令第 71/075 号により、3つの大学がコンゴ大学として統合されたのが始まり。1972年1月12日、法令第 72/002 号によりザイール国立大学に改名された。
1981年、7月3日の行政命令第 09/CC/81 号および10月3日の法令第 25/81 号にもとづき、ザイール国立大学は再び以下の3つに分離された。
- キンシャサ大学
- キサンガニ大学
- ルブンバシ大学